# 圣安杰洛-阿莱斯卡
圣安杰洛-阿莱斯卡（義大利語：Sant'Angelo all'Esca），是意大利阿韦利诺省的一个市镇。总面积5平方公里，人口859人，人口密度171.8人/平方公里（2009年）。ISTAT代码为064090。